# 1540-ві до н. е.

## Правителі
- Єгипет: фараон Яхмос I.
- Вавилонія: цар Бурна-Буріаш І;
- Ассирія: царі Шамши-Адад ІІІ та Ашур-нірарі І;
- Хатті: цар Аммуна.